# کات هانس
کات هانس (انگلیسی: Kaat Hannes؛ زادهٔ ۲۱ نوامبر ۱۹۹۱) دوچرخه‌سوار اهل بلژیک است.